# Enrico Fantini
Enrico Fantini (* 27. Februar 1976 in Cuneo) ist ein italienischer Fußballspieler.

## Karriere
Von seinem Heimatverein AC Cuneo wechselte Enrico Fantini zu Juventus Turin, wo er in der Serie A in der Saison 1994/95 zu einem Einsatz kam und unter Marcello Lippi die Italienische Meisterschaft gewann.
In der Folgesaison ging der Stürmer zur US Cremonese und wechselte fortan nahezu in jeder Saison den Club. Hauptsächlich spielte er in der zweitklassigen Serie B und der drittklassigen Serie C1 bzw. Lega Pro Prima Divisione. Nach 13 unterschiedlichen Stationen, wobei er jeweils zweimal für FBC Unione Venedig und FC Modena spielte, wechselte er 2010 wieder zu seinem Heimatverein AC Cuneo, wo er bis Januar 2013 unter Vertrag stand.

## Erfolge
- Italienische Meisterschaft: 1994/95